# تيزرت (إزناكن تينسكت)
تيزرت هو دُوَّار يقع جماعة تيزغت، إقليم طاطا، جهة سوس ماسة في المملكة المغربية..

## روابط خارجية
- البوابة الوطنية للجماعات الترابية نسخة محفوظة 12 مارس 2018 على موقع واي باك مشين.
- المندوبية السامية للتخطيط